# Ільяс Саркіс
Ільяс Юссеф Саркіс (араб. إلياس سركيس; 20 липня 1924 — 27 червня 1985) — ліванський політик, чотирнадцятий президент Лівану.

## Біографія
Народився 20 липня 1924 року в Гірському Лівані, в селі Шабанієх у маронітській родині. Його родина була достатньо заможною, мала власну крамницю. Навчався у місцевій школі, а потім у середній школі Фререс у Бейруті. Під час навчання в Університеті Святого Иосипа почав працювати на залізниці. Здобув юридичну освіту, закінчивши університет 1948 року.
Після здобуття освіти впродовж трьох років працював адвокатом. Потім він став протеже командувача ліванської армії Фуада Шехаба, який 1958 року став президентом Лівану. Згодом Саркіса призначили на посаду магістратора рахункової палати, а 1953 року він став генеральним директором Палати президента. 1968 року обійняв посаду головного управляючого Центрального банку Лівану, на якій перебував упродовж 9 лет. Його призначення на ту посаду було спричинено бажанням тогочасного президента Шарля Елу реорганізувати ліванську банківську систему, що постраждала через банківську кризу 1968 року.
1970 року брав участь у виборах президента Лівану як протеже Шехаба та розраховував на перемогу, втім програв Сулейману Франжьє, виборовши лише на один голос менше за свого опонента.
Однак за шість років, 8 травня 1976, Саркіса все ж обрали на посаду президента. На той час у країні вирувала громадянська війна. За словами опонентів Саркіса, він був кандидатом Дамаска та бажаним президентом Лівану для лідера Сирії Хафеза аль-Асада.
Інавгурація, що з міркувань безпеки не могла відбутись у будівлі Національної асамблеї, пройшла в одному з готелів міста Штаура, розташованого за 40 км на схід від Бейрута. Саркіс зміг приступити до виконання своїх обов'язків лише 23 вересня 1976 року після того, як експрезидент Франжьє залишив резиденцію. Новий президент зумів призначити на посаду прем'єр-міністра Селіма Хосса лише у грудні 1976 року.
Президентство Саркіса збіглось у часі з ескалацією збройного протистояння ліванських християн і мусульманських екстремістів. Водночас різке зростання активності «палестинських» бойовиків, які фактично стали незалежними від Лівану, спричинило дві масовані ізраїльські атаки 1978 та 1982 років. Кілька мусульманських, насеристських, лівацьких і про-«палестинських» політичних партій сформували 1976 року Ліванський національний рух (ЛНР) під головуванням друзького лідера Камаля Джумблата. На противагу націоналістичні та проурядові сили на чолі з фалангістами з партії Катаїб створили Ліванський фронт. Президент Саркіс удався до низки спроб посередництва між сторонами конфлікту, втім вони виявились безрезультатними. Обидві групи мали свої власні, несумісні цілі, а Саркіс не мав реальних важелів впливу на обстановку в Лівані. ЛНР надто залежав від «палестинців» и не був спроможним ініціювати процес перемовин для припинення громадянської війни. У листопаді 1976 року Саркіс хотів включити друза Камаля Джумблата до складу уряду. Однак Хафез аль-Асад не дозволив йому цього, позаяк Джумблат виступав проти посилення впливу Сирії в Лівані. Водночас радником президента Саркіса був фалангіст Карім Пакрадуні.
5 березня 1980 року Саркіс розробив свої політичні тези задля досягнення національної згоди:
- єдність,
- незалежність,
- парламентська демократія,
- заперечення Кемп-девідських угод між Єгиптом та Ізраїлем.

У червні того ж року Салім Хосс вийшов у відставку на знак протесту проти нездатності Саркіса досягти миру в Лівані. Після певних труднощів Саркіс зумів призначити новим прем'єр-міністром Шафіка Ваззана. Саркіс перебував на посаді, але не мав влади.
Незадовго до завершення терміну його президентських повноважень 1982 року Армія оборони Ізраїлю вдерлась на південь Лівану та просунулась до околиць Бейрута. Тоді Саркіс організував миротворчі сили за участі США, Великої Британії, Франції й Італії для витіснення Організації визволення Палестини. Окрім того, він сформував комітет порятунку, щоб ужити заходів до Ізраїлю. Членами комітету стали лідер шиїтського руху Амаль Набіх Беррі та лідер християн Башир Жмайєль. Те призначення спричинило напруженість у русі Амаль, і тому Хусейн Мусаві залишив організацію, протестуючи проти Беррі.
Упродовж терміну своїх президентських повноважень Саркіс набув поваги серед багатьох ліванців, однак критики звинувачували його в нерішучості.
Наступником Саркіса став Башир Жмайєль, обраний 21 серпня 1982 року сімдесятьма сімома голосами. Однак того вбили за 21 день, тому він навіть не встиг вступити на посаду. Амін Жмайєль, брат Башира, став кандидатом замість нього, й Саркіс передав йому посаду президента 23 вересня 1982 року.
Помер Саркіс 27 червня 1985 у 61-річному віці через рак. Згодом його тіло перевезли з Парижа до Лівану. 29 червня 1985 року в Бейруті відбулась церемонія прощання. На ній були присутніми президент Лівану Амін Жмайєль і сирійська делегація, що представляла президента Сирії Хафеза аль-Асада. Ільяса Саркіса поховали того ж дня в рідному селі Шабанієх.